# بودينغ الموز
بودينغ الموز هي حلوى شحمية تتكون عادة من طبقات من الكاسترد بنكهة الفانيليا، ويفر فانيليا و/أو أصابع الست  وشرائح موز طازجة وتقدم مع قشدة مخفوقة أو الميرانغ. تتضمن بعض الوصفات استخدام التوينكي.